# 2014年4月逝世人物列表
2014年逝世人物列表：1月 - 2月 - 3月 - 4月 - 5月 - 6月 - 7月 - 8月 - 9月 - 10月 - 11月 - 12月
2014年4月逝世人物列表，是用于汇总2014年4月期间逝世人物的列表。

## 依日期排序

### 30日
- 渡边淳一（日語：渡辺 淳一），80岁，日本作家，死於前列腺癌[1]。
- 艾恩·羅斯（英語：Ian Ross），73歲，澳洲新聞主播，死於胰腺癌。[2]
- 瑪莎·邁赫蘭（波斯語：مارشا مهران），36歲，伊朗裔美國作家。[3]（屍體發現日期）
- 薩麥德·塔里克，38歲，巴基斯坦演說和活動家。[4]
- 克里斯·哈里斯（Chris Harris），71歲，英國演員，死於癌症。[5]
- 洪淳瑛（韓語：홍순영），77歲，韓國外交官和教育家，前大韓民國駐馬來西亞大使與外交通商部長。[6]

### 29日
- 台灣死刑犯槍決：戴文慶、鄧國樑、劉炎國、杜明郎、杜明雄。[7]
- 伊維塔·巴特都蘇娃（捷克語：Iveta Bartošová），48歲，捷克歌手，被火車輾過自殺身亡。[8]
- 塔哈爾·沙伊比（阿拉伯語：الطاهر الشايبي），68歲，突尼斯足球運動員。[9]
- 麥可·卡道斯（希伯來語：מיכאל קדוש），74歲，以色列足球運動員及經理人，死於癌症。[10]
- 瑙瑪·蓬（西班牙語：Norma Pons），70歲，阿根廷女演員。[11]
- 卜·賀健士（Bob Hoskins），71歲，英格蘭演員（夢城兔福星、鐵鈎船長），死於柏金遜症。[12]
- Al·費爾德斯坦（Al Feldstein），88歲，美國作家及編輯（瘋狂雜誌）。[13]
- 松岡直也（日語：松岡 直也），76歲，日本作曲家，死於前列腺癌。[14]
- 張家萬，39歲，香港電視廣播有限公司資深化妝師，有「化妝間梁朝偉」之稱。死於心臟病。[15]

### 28日
- 卡瑪魯查曼·莫哈末（Kamaruzaman Mohamad），53歲，馬來西亞記者和編輯，死於腎臟疾病。[16]
- 傑克·拉姆齊（Jack Ramsay），89歲，美國奈史密斯籃球名人紀念堂籃球教練（波特兰开拓者），死於癌症。[17]
- 伊德瑞斯·薩爾迪，75歲，印尼小提琴家和作曲家。[18]
- 萊恩·坦迪（Ryan Tandy），32歲，澳洲聯盟式橄欖球運動員，死於藥物過量。[19]
- 柏度·庫尼亞（葡萄牙語：Pedro Cunha），33歲，葡萄牙演員，窒息自殺身亡。[20]
- 達米昂·安東尼奧·富蘭克林（葡萄牙語：Damião António Franklin），63歲，安哥拉羅馬天主教主教，曾任天主教羅安達總教區大主教。[21]
- 丹尼斯·卡馬卡伊（Dennis Kamakahi），61歲，美國葛萊美獎得獎者，死於肺癌。[22]
- 埃德加·拉普拉德（Edgar Laprade），94歲，加拿大冰球名人堂冰球選手（紐約遊騎兵）[23]。
- J·德懷特·彭特科斯特（J. Dwight Pentecost），99歲，美國美國基督教神學家。[24]
- 岡田令惠奈，本名鮫島令惠奈，26歲，日本女演員，音樂製作人鮫島秀樹的女兒。死於急性心臟衰竭。[25]

### 27日
- 武亞丁·博斯科夫，82歲，南斯拉夫（塞尔维亚）足球運動員及教練。[26]
- 拉科什·第瓦納（Rakesh Deewana），48歲，印度演員，死於減肥手術併發症。[27]
- 瓦斯科·格拉薩·莫拉（葡萄牙語：Vasco Graça Moura），72歲，葡萄牙律師、作家、翻譯家及政治人物，死於癌症。[28]
- 安德丽·帕里西（法語：Andréa Parisy），78歲，法國女演員。[29]
- 伊加爾·艾諾（希伯來語：יגאל ארנון），84歲，以色列律師。[30]
- 哈利·費夫（Harry Firth），96歲，澳洲賽車車手和車隊經理人。[31]
- 神戶一郎, 本名前原正捷, 75歲, 日本歌手兼演員, 死於前列腺癌.[32]

### 26日
- 若澤·莫雷拉·巴斯圖斯·內托（葡萄牙語：José Moreira Bastos Neto），61歲，巴西羅馬天主教主教，前天主教特雷斯拉瓜斯教区主教。[33]
- 麥可·海斯利（Michael Heisley），77歲，美國航天軍工公司管理人、億萬富翁與籃球球隊所有者（孟菲斯灰熊），死於中風併發症。[34]
- 大衛·朗納（David Langner），62歲，美國美式足球運動員，死於癌症。[35]
- 桑德羅·洛波波洛（義大利語：Sandro Lopopolo），74歲，意大利輕量級拳擊選手，曾獲得1960年夏季奧林匹克運動會拳擊比賽（英语：Boxing at the 1960 Summer Olympics）男子輕量級銀牌，死於呼吸道感染。[36]
- 安東尼奧·派卡（西班牙語：Antonio Pica），83歲，西班牙演員。[37]
- DJ Rashad，34歲，美國DJ，死於藥物過量。[38]
- 格倫·斯塔森（Glen Stassen），78歲，美國浸信會倫理學家和神學家，死於癌症。[39]
- 張平生（Teo Peng Seng），69歲，在法國居住的新加坡籍華人畫家，被殺害。[40]
- 林思衝，66歲，馬來西亞70年代劉冰歌舞劇團“福建歌王”，上吊自殺身亡。[41]

### 25日
- 厄爾·莫羅爾（Earl Morrall），79歲，美國美式足球运动员（印第安纳波利斯小马、迈阿密海豚、底特律雄狮）。[42]
- 蒂托·比拉诺瓦（西班牙語：Tito Vilanova），45岁，西班牙足球运动员、教练，前西班牙巴塞罗那队主帅。[43]
- 小威廉·賈德森·霍洛韋（William Judson Holloway, Jr.），90歲，美國法官，前美國聯邦第十巡迴上訴法院法官，死於呼吸系统疾病。[44]
- 斯坦科·洛家，83歲，南斯拉夫的斯洛文尼亞奧運跨欄運動員。[45]
- 丹·希普（Dan Heap），88歲，加拿大政治人物，前加拿大國會下議院士巴丹拿選區（英语：Spadina (electoral district)）及三一士巴丹拿選區（英语：Trinity—Spadina）議員，死於阿兹海默症。[46]
- 史戴芬妮·子白希（德語：Stefanie Zweig），83歲，德國作家（《何處是我家》）。[47]

### 24日
- 里卡多·鮑里奧（西班牙語：Ricardo Bauleo），67歲，阿根廷演員。[48]
- 漢斯·霍萊因（德語：Hans Hollein），80歲，奧地利建築師，1985年普利兹克建筑奖得主，死於肺炎。[49]
- 桑德拉·賈丁（Sandy Jardine），65歲，蘇格蘭足球運動員（流浪者、哈茨、蘇格蘭足球代表隊），死於肝癌。[50]
- 阿圖羅·里卡沓（義大利語：Arturo Licata），111歲，意大利超級人瑞，前世界獲驗證的最長壽男性。[51]
- 雷·馬斯托（Ray Musto），85歲，美國政治人物，前美国众议院賓夕法尼亞州第11國會議會選區（英语：Pennsylvania's 11th congressional district）議員及賓夕法尼亞州眾議院與參議院議員。[52]
- 康斯坦丁·奧爾別良，85歲，亞美尼亞作曲家及指揮。[53]
- 肖芭·娜吉·瑞迪（Shobha Nagi Reddy），45歲，印度政治人物，安得拉邦議會阿勒格達（英语：Allagadda）議員，死於交通意外。[54]
- 塔德烏什·魯熱維奇（波蘭語：Tadeusz Różewicz），92歲，波蘭詩人與劇作家，曾獲得1982年奧地利國家歐洲文學獎。[55]
- 加賀谷健（日語：加賀谷 健），70歲，日本政治人物，前日本參議院千叶县选举区及千葉縣議會議員。[56]

### 23日
- 米歇尔·格拉沃格（德語：Michael Glawogger），54歲，奧地利電影導演，死於瘧疾。[57]
- 費德里科·凌·艾達米蘭奴（西班牙語：Federico Ling Altamirano），75歲，墨西哥外交官與政治人物。[58]
- 康尼·馬雷羅（西班牙語：Connie Marrero），102歲，古巴棒球運動員（明尼蘇達雙城）。[59]
- 馬克·尚德（Mark Shand），62歲，英國旅行作家與環保人士。[60]
- 本哈明·布瑞亞（西班牙語：Benjamín Brea），67歲，西班牙裔委內瑞拉音樂人，死於癌症。
- 朱启祯，87岁，中国外交部原副部长、中国前驻美国大使[61]。
- 廖慶齊，83歲，著名香港業餘天文學家、香港太空館創建人暨首任館長[62]。

### 22日
- 約萬·克爾科巴比奇，84歲，塞爾維亞政治人物，前塞爾維亞副總理（英语：Deputy Prime Minister of Serbia）及勞動、就業和社會政策部部長（英语：Minister of Labour, Employment and Social Policy (Serbia)）。[63]
- 丹尼士·立威威（Dennis Liwewe），78歲，贊比亞足球運動員，死於肝功能衰竭。[64]
- 穆罕默德·納西姆（Mohammad Naseem），90歲，英國伊斯蘭領袖與政治活動家，伯明翰中央清真寺（英语：Birmingham Central Mosque）住持。[65]

### 21日
- 乔治·海尔迈耶(George Heilmeier)，液晶显示屏(LCD)发明人，77岁，曾担任贝尔通讯研究所CEO、五角大楼。因中风病逝于美国德克萨斯州普莱诺医疗中心，消息由其女儿贝斯·扎维(Beth Jarvie)发布[66]
- 溫丁，85歲，緬甸被監禁時間最長的政治犯，死於腎衰竭[67]。
- 珍妮·格雷·海斯（Janet Gray Hayes），美國政治人物，前加利福尼亞州聖荷西市長（英语：List of mayors of San Jose, California）。[68]
- 克雷格·希爾（Craig Hill），88歲，美國演員。[69]
- 亞歷山大·連科夫（俄語：Алекса́ндр Ленько́в），70歲，俄羅斯演員。[70]
- 赫布·格雷（Herb Gray），加拿大政治人物，前加拿大副總理與加拿大國會下議院西艾賽克斯選區（英语：Essex West (electoral district)）、西溫莎選區（英语：Windsor West）議員。[71]
- 威爾頓·柯恩（Weldon Kern），90歲，美國籃球運動員。[72]
- 范斯高·奧維迪奧·韋拉·因特里亞戈（西班牙語：Francisco Ovidio Vera Intriago），71歲，厄瓜多爾羅馬天主教主教，前天主教波托維耶霍總教區輔理主教，死於腎病。[73]

### 20日
- 內維爾·懷恩（Neville Wran），87歲，澳洲政治人物，前新南威爾士州州長，死於失智症。[74]
- 比爾·布萊爾（Bill Blair），92歲，美國棒球運動員、記者和民權活動家。[75]
- 魯賓·卡特（Rubin Carter），76歲，美國中量級拳擊手，死於前列腺癌。[76]
- 阿利斯泰爾·麥克勞德（Alistair MacLeod），77歲，加拿大作家。[77]
- 貝尼迪克特·薩爾諾夫（俄語：Бенеди́кт Сарно́в），87歲，俄羅斯作家與文學評論家。[78]
- 朱利安·威爾遜（Julian Wilson），73歲，英國賽馬記者和電台節目主持，死於癌症。[79]
- 筱冢良雄（日語：篠塚 良雄），90岁，日本二战老兵，曾在731部队服役，多次为731部队的受害者作证作证，死於肺炎[80]。

### 19日
- 卢业香，99岁（虚龄100岁），最后一位红色娘子军战士，病逝[81]。
- 盧斯亞諾·都·爾瓦列（葡萄牙語：Luciano do Valle），66歲，巴西體育評論員。[82]
- 德瑞克·庫珀（Derek Cooper），88歲，英國電台節目主持人及食品新聞工作者，死於柏金遜症。[83]
- 艾恩·麥金泰爾（Ian McIntyre），82歲，蘇格蘭電台節目主持人。[84]
- 凱文·夏普（Kevin Sharp），43歲，美國鄉村民謠歌手，死於消化系統紊亂併發症。[85]
- 索尼亞·西爾維斯特雷（西班牙語：Sonia Silvestre），61歲，多明尼加歌手和節目主持人。[86]
- 弗里茨·托爾斯（荷蘭語：Frits Thors），104歲，荷蘭記者和新聞主播。[87]

### 18日
- 唐納德·達爾（Donald Dahl），69歲，美國政治人物，前堪萨斯州众议院議員，死於空難。[88]
- 古盧·丹南保，55歲，印度電影導演。[89]
- 愛德華·科索拉波夫（俄語：Эдуа́рд Косола́пов），38歲，俄羅斯足球運動員，以槍自殺身亡。[90]
- 大衛·麥卡奇（David McClarty），63歲，北愛爾蘭政治人物，前北愛爾蘭議會東倫敦德里選區（英语：East Londonderry (Assembly constituency)）議員，死於癌症。[91]
- 布萊恩·普里斯特曼（Brian Priestman），87歲，英國大師和指揮。[92]
- 迪倫·湯比迪斯（Dylan Tombides），20歲，澳洲足球運動員（西汉姆），死於睪丸癌。[93]
- 大衛·W·柏克（David W. Burke），78歲，美國新聞人員，首任廣播理事會理事長及前CBS新聞總裁。[94]

### 17日
- 卡巴星，74歲，武吉牛汝莪國會議員及前民主行動黨全國主席，因交通意外逝世。[95]
- 王双柏，84岁，上海滑稽表演艺术家。[96]
- 加夫列爾·賈西亞·馬奎斯（西班牙語：Gabriel José de la Concordia García Márquez），87歲，哥倫比亞作家，1982年諾貝爾文學獎得主。代表作有《百年孤寂》（1967）《愛在瘟疫蔓延時》（1985）等。死於癌症。[97][98]
- 荷西·費里西安諾（西班牙語：Cheo Feliciano），78歲，波多黎各作曲家和歌手，死於交通意外。[99]
- 勞倫斯·傑·奧利弗（Lawrence Jay Oliva），80歲，美國學者，紐約大學前校長。[100]
- 麥克道爾·李（McDowell Lee），89歲，美國政治人物，前亚拉巴马州众议院及亚拉巴马州参议院議員，死於癌症。[101]
- 蘭希·巴爾達（Nancy Brataas），86歲，美國政治人物，前明尼苏达州参议院議員。[102]

### 16日
- 韩国世越號沉没事故遇难者，截至2014年6月8日，已确认有291人遇难[103]。
- 查尔斯·久德·布赖恩特（Charles Gyude Bryant），65歲，前利比里亞全國過渡政府主席。[104]
- 道格拉斯·高爾曼（Douglas L. Coleman），82歲，加拿大生物化學家，2009年邵逸夫生命科學及醫學獎及2010年的艾伯特·拉斯克醫學研究獎得獎者。[105]
- 弗蘭克·科佩爾（Frank Kopel），65歲，蘇格蘭足球運動員（邓迪联），死於失智症併發症。[106]
- 斯坦·凱莉-布特爾（Stan Kelly-Bootle），84歲，英國作曲家、作家及電腦工程師。[107]
- 伊日·納切拉德斯基（捷克語：Jiří Načeradský），74歲，捷克藝術家。[108]
- 巴茲爾·帕特森（Basil Paterson），87歲，美國政治人物及律師，前紐約州參議院議員。[109]
- 倫納德·羅森（Leonard Rosen），83歲，美國破產律師。[110]
- 奧利斯·列高倫（芬蘭語：Aulis Rytkönen），85歲，芬蘭足球運動員和經理人。[111]
- 雅克·施維雅（法語：Jacques Servier），92歲，法國醫生與藥劑師，Laboratoires Servier創辦人。[112]

### 15日
- 罗青长，96岁，原中国共产党中央顾问委员会委员、中共中央调查部部长。中国大陆军事专家羅援少將的生父。病逝。[113]
- 尚恩·吉普森（Shane Gibson），35歲，美國結他手（Korn），死於血液凝固障礙併發症。[114]
- 祖利亞（Júnior），70歲，菲律賓歌手及演員。[115]
- 埃利塞奧·貝隆（西班牙語：Eliseo Verón），78歲，阿根廷社會學家、人類學家和符號學家，死於癌症。[116]
- 歐文·伍德豪斯爵士（Sir Owen Woodhouse），97歲，紐西蘭法官。[117]
- 羅伯特-卡西米爾·東尼爾·梅桑·多塞-阿尼龍（法語：Robert-Casimir Tonyui Messan Dosseh-Anyron），88歲，多哥羅馬天主教主教，曾任天主教洛美總教區大主教。[118]
- 安塞爾莫·薩爾薩·貝納（西班牙語：Anselmo Zarza Bernal），97歲，墨西哥羅馬天主教主教，曾任天主教利納雷斯教區及天主教萊昂總教區教區主教。[119]
- 近藤英一郎（日語：近藤 英一郎），101歲，日本政治人物，前日本參議院及群馬縣議會（日语：群馬県議会）議員、大間間町（日语：大間々町）町長。[120]

### 14日
- 布萊恩·哈拉丁（Brian Harradine），79歲，澳洲政治人物，澳洲參議院塔斯馬尼亞州議員。[121]
- 陳一諮,74歲，中国国家经济体制改革研究所所长，死於癌症。[122]
- 喬伊·柯爾（Joe Curl），59歲，美國籃球教練，死於充血性心臟衰竭。[123]
- 柏青，76岁，中国国家一级演员，肝癌。[124]
- 奇里·奇魯尼（Crad Kilodney），66歲，加拿大作家，死於癌症。[125]
- 沃利·奧林斯（Wally Olins），83歲，英國商業顧問和公關主管。[126]
- 阿曼多·裴拉查（西班牙語：Armando Peraza），89歲，古巴裔美國爵士打擊樂手。[127]
- 達沃林·沙夫尼克，85歲，斯洛文尼亞工業設計師和建築師。[128]
- 米克·史塔頓（Mick Staton），74歲，美國政治人物，前美國眾議院西維吉尼亞州第三眾議員選區議員。[129]

### 13日
- 厄尼斯特·拉克勞（西班牙語：Ernesto Laclau），78岁，阿根廷政治哲學家，死於中風。[130]
- 拉法爾·施奈德（波蘭語：Rafał Sznajder），41歲，波蘭奧運劍擊運動員。[131]
- 迪奧里瓦斯·色他克（希臘語：Theoklitos Setakis），83歲，希臘東正教主教。[132]
- 奧托·彼得森（Otto Petersen），53歲，美國口技師。[133]
- 弗雷德里克·威廉·恩克（Frederick William Enke），89歲，美國美式足球運動員（底特律雄狮、费城老鹰），死於失智症。[134]
- 麥可·羅伯特（Michael Ruppert），63歲，美國作家、記者、電台節目主持人，以槍自殺身亡。[135]
- 陳一諮，73岁，中华人民共和国异议人士，死於癌症。

### 12日
- 过国亮，31岁，中国记者，《南方都市报》珠海新闻部高级记者，死於肝癌。[136]
- 布麗塔·科伊武寧（芬蘭語：Brita Koivunen），82歲，芬蘭歌手。[137]
- 摩利西奧·阿爾維斯·佩魯希（葡萄牙語：Maurício Alves Peruchi），24歲，巴西足球運動員，死於交通意外。[138]
- 侯维翰（Fred Wei-han Houn），56歲，美國薩克斯演奏家、作曲家和社會活動家，大腸癌併發症。[139]
- 皮埃爾·奧坦-格雷涅（法語：Pierre Autin-Grenier），67歲，法國作家。[140]
- 比利·史達利奇（Billy Standridge），60歲，美國賽車手及車隊老闆，死於癌症。[141]

### 11日
- 佐野實（日語：佐野 実），63歲，日本人氣拉麵店「支那SOBAYA」創辦人，死於多重器官衰竭。[142]
- 阿爾弗雷多·阿爾孔（西班牙語：Alfredo Alcón），84歲，阿根廷演員，死於呼吸系統疾病。[143]
- 南都·班迪，58歲，印度歌手及演員。[144]
- 盧·哈德森（Lou Hudson），69歲，美國NBA前職業籃球運動員（洛杉矶湖人、亚特兰大老鹰）。[145]
- 謝爾蓋·涅波貝季米（英语：Sergey Nepobedimy），92歲，蘇聯火箭設計師。[146]
- 羅恩·蓬達克（希伯來語：רון פונדק），59歲，以色列外交官，曾參與奧斯陸協議。[147]
- 羅蘭多·阿貢里尼（義大利語：Rolando Ugolini），89歲，意大利足球運動員（米德斯堡）。[148]
- 傑西·溫徹斯特（Jesse Winchester），69歲，美國音樂家及作曲家，死於膀胱癌。[149]

### 10日
- 多米尼克·波迪斯（法語：Dominique Baudis），66歲，法國記者、作家及政治人物，前圖盧茲市長，死於癌症。[150]
- 吉姆·費拉逖（Jim Flaherty），64歲，加拿大政治人物，前加拿大財政部部長（英语：Minister of Finance (Canada)）。[151]
- 揚·哈克，90歲，斯洛伐克希臘禮天主教會教士，前斯洛伐克希臘禮天主教普雷紹夫總教區主教。[152]
- 李察·霍加特 （Richard Hoggart），95歲，英國學者和作家。[153]
- 星野行男（日語：星野 行男），82歲，日本政治人物，前日本众议院議員、小千谷市市長及法務副大臣。[154]
- 小東尼·艾耶拉（Tony Ayala, Sr.），74歲，美國輕中量級拳擊手和教練，死於糖尿病併發症。[155]
- 喬·迪尼（Joe Dini），85歲，美國政治人物，前內華達州眾議院議員，死於糖尿病併發症。[156]
- 费尔考伊·拉斯洛（匈牙利語：László Felkai），73歲，匈牙利水球運動員。[157]
- 菲利斯·弗雷利克（Phyllis Frelich），70歲，1980年度（英语：34th Tony Awards）美國托尼獎最佳話劇女主角（英语：Tony Award for Best Actress in a Play）得主。[158]
- 托馬斯·麥可·雅各布斯（Thomas Michael Jacobs），87歲，美國奧運北歐式滑雪選手。[159]
- 蘇·湯森（Sue Townsend），68歲，英國小說作家和劇作家。[160]

### 9日
- 羅里·埃林傑（Rory Ellinger），72歲，美國政治人物，密蘇里州眾議院議員，死於肝癌。[161]
- 諾曼·吉爾凡（Norman Girvan），72歲，牙買加教授和政治人物。[162]
- 博尼費斯·利利（Boniface Lele），66歲，肯尼亞羅馬天主教主教，前天主教蒙巴薩總教區大主教及天主教基圖伊教區主教。[163]
- A·N·R·羅賓遜（A. N. R. Robinson），87歲，千里達及托巴哥前總統及總理。[164]
- 斯維特拉娜·費瑪-揚科維奇，81歲，塞爾維亞作家。[165]
- 派森·安傑洛（Python Anghelo），59歲，羅馬尼亞裔美國藝術家，死於癌症。[166]
- 基奧·阿斯基（Gil Askey），89歲，美國裔澳洲作曲家。[167]
- 克里斯·班克斯（Chris Banks），41歲，美國美式足球運動員（丹佛野马、亞特蘭大獵鷹）。[168]

### 8日
- Jumbo秀克（日語：ジャンボ秀克），62歲，本名佐佐木秀克，日本自由人播音員，病逝。[169]
- 桑迪·布朗（Sandy Brown），75歲，蘇格蘭足球運動員。[170]
- 伊萬·梅爾切普（Ivan Mercep），83歲，紐西蘭建築師。[171]
- 埃馬努埃爾三世·德利（阿拉伯語：مار عمانوئيل الثالث دلّي），86歲，伊拉克迦勒底前榮休宗主教。[172]
- 卡爾海因茨·德施納（德語：Karlheinz Deschner），89歲，德國作家與活動家。[173]
- 吉策·利庫（羅馬尼亞語：Ghiţă Licu），68歲，羅馬尼亞奧運手球運動員（1972、1976）。[174]
- 終極戰士（The Ultimate Warrior），54歲，世界摔角娛樂名人堂摔角手。[175]
- 徐業安，59歲，中國大陸國家信訪局副局長，在辦公室自殺身亡。[176]
- 周富德，71歲，著名日本華僑中餐廚師。吸入性肺炎。[177]
- 傑伊·R·加爾布雷思（Jay R. Galbraith），75歲，美國組織理論、國際管理發展學院顧問和教授，以策略和組織設計研究聞名，並提出一套「星形模型」的組織架構。

### 7日
- 桃子·格爾多夫（Peaches Geldof），25歲，英國電視節目主持人、作家及模特兒。[178]
- V·K·默蒂，90歲，印度放映技師。[179]
- 弗蘭斯·范·德·盧格特（荷蘭語：Frans van der Lugt），75歲，荷蘭耶穌會教士，中槍身亡。[180]
- 叶应禄（Emilio Yap），88歲，菲律賓大亨及慈善家。[181]
- 喬治·迪羅（George Dureau），84歲，美國畫家和攝影師，死於阿兹海默症。[182]
- 詹姆斯·亞歷山大·格倫（James Alexander Green），88歲，英國數學家。[183]
- 約翰·雪莉-裘恩（John Shirley-Quirk），82歲，英國男中低音[184]
- 喬治·夏富拉（George Shuffler），88歲，美國國際藍草音樂名人堂（英语：International Bluegrass Music Hall of Fame）成員。[185]
- 史蒂夫·史密斯（Steve Smith），64歲，美國政治人物，前明尼蘇達州眾議院議員。[186]（屍體發現日期）
- 荷西·瑪利亞·蘇比拉克斯，87歲，加泰羅尼亞雕塑家和畫家，帕金森氏症。[187]
- 吳相憲（韓語：오상헌），50歲，北韓政治人物，處決。[188]（死亡公佈日期）

### 6日
- 艾爾·高華斯（匈牙利語：Erzsi Kovács），85歲，匈牙利歌手及演員。[189]
- 查克·史東（Chuck Stone），89歲，美國飛行員、記者與學者，二次大戰時的塔斯克基飛行員。[190]
- 馬西莫·坦布里尼（義大利語：Massimo Tamburini），70歲，意大利摩托車設計師。[191]
- 米基·魯尼（Mickey Rooney），93歲，美國電影演員，自然死亡[192]。
- 瑪莉·安德森（Mary Anderson），96歲，美國女演員（乱世佳人）。[193]
- 橋本恕（日語：橋本 恕），87歲，前日本外交官，曾出任驻华大使及駐埃及大使，器官衰竭逝世。[194][195]

### 5日
- 彼得·馬西森（Peter Matthiessen），86歲，美國作家，死於白血病。[196]
- 戈登·史密斯（Gordon Smith），59歲，蘇格蘭足球運動員（聖莊士東、阿斯頓維拉）。[197]
- 若澤·威爾克（葡萄牙語：José Wilker），66歲，巴西演員和導演。[198]
- 艾倫·戴維（Alan Davie），93歲，蘇格蘭畫家和音樂家。[199]
- 約翰·皮內特（John Pinette），50歲，美國喜劇演員（威龍二世）。[200]
- 及川三千代（日語：及川 三千代），75歲，日本女歌手。死於心肌梗塞。[201]

### 4日
- 昆巴·雅拉（西班牙語：Kumba Ialá），61歲，前幾內亞比索總統。[202]
- 安贾·涅得金豪斯（德語：Anja Niedringhaus），48歲，德國攝影記者，2005年普立茲獎得主，中槍身亡。[203]
- 柯蒂斯·比爾·佩珀（Curtis Bill Pepper），96歲，美國記者（《新聞周刊》）和作家。[204]
- 何塞·阿吉拉尔（西班牙語：José Aguilar），55歲，古巴奧運輕次中量級拳擊銅牌得主（1980年（英语：Boxing at the 1980 Summer Olympics）），腦梗塞。[205]
- 瑪戈·麥克唐納（Margo MacDonald），70歲，蘇格蘭政治人物，前英國國會格拉斯哥-加雲選區（英语：Glasgow Govan）議員及蘇格蘭議會洛錫安選區（英语：Lothian (Scottish Parliament electoral region)）議員，死於柏金遜症。[206]
- 穆罕默德·庫特卜（阿拉伯語：محمد قطب），95歲，埃及伊斯蘭作家和學者。[207]
- 理查·斯莫爾（Richard Small），95歲，美國賽馬訓練師，死於癌症。[208]
- 周渝，重庆市渝中区公安分局前经侦支队长、“打黑英雄”，在重庆一家宾馆死亡，警方称死因是自杀[209]。
- 韋恩·亨德森（Wayne Henderson），74歲，美國靈魂爵士和硬波普的小號手和製作人。[210]
- 瓦西里·尼古拉耶维奇·谢尔吉延科（俄語：Василий Николаевич Сергиенко），57岁，记者，在乌克兰亲欧盟示威运动中遭绑架后遇害。[211]

### 3日
- 雷吉娜·德福爾熱（法語：Régine Deforges），78歲，法國作家、編輯、導演與劇作家。[212]
- 湯米·林·斯爾斯（Tommy Lynn Sells），49歲，美國連環殺手，執行注射死刑。[213]
- 亞瑟·史密斯（Arthur Smith），93歲，美國音樂家及作曲家。[214]
- 貝禮頓（Nathan Berry），23歲，澳洲騎師貝湯美孖生哥哥。[215]
- 李龍禹，70歲，台灣燈光師，曾獲金馬獎年度台灣傑出電影工作者獎。[216]
- 屠由瑞，81歲，國家開發銀行原黨組書記、副行長，中國國際工程咨詢公司原黨組書記、董事長，病逝[217]。

### 2日
- 许溯忠，100歲，原中国国民革命军陆军第20军113師397旅793团军需、空军第二转运所空军第三大队上尉军需长，参与过淞沪会战、武汉会战、长沙会战，病逝。 [218]
- 麥可·皮爾斯·萊西（Michael Pearse Lacey），97歲，加拿大羅馬天主教主教，曾任天主教多倫多總教區輔理主教。[219]
- 邱联远，97歲，中国远征军抗战老兵，病逝。[220]
- 叶植进，92歲，黄埔军校6分校18期3总队步科学员，抗战老兵，获芷江受降纪念章，病逝。[221]
- 唐驥千，86歲，香港實業家和商人，聯亞集團主席（1987年－1999年）、香港總商會主席（1984年－1985年）。[222]
- 米洛斯·邁克連，83歲，斯洛文尼亞作家。[223]
- 沃恩·獲沙萊（Vern Rutsala），80歲，美國作家及詩人。[224]
- 小卡爾·埃普坦·文地（Carl Epting Mundy, Jr.），78歲，美國軍方官員，前美國海軍陸戰隊司令及參謀長聯席會議成員。[225]
- 乌尔斯·唯德默尔（德語：Urs Widmer）75歲，瑞士作家。[226]
- 理察·布里克（Richard Brick），68歲，美國電影製片人。[227]
- 露西·胡德（Lucy Hood），56歲，美國電視管理人（新聞集團），前電視藝術與科學學院（英语：Academy of Television Arts & Sciences）院長。[228]

### 1日
- 雅克·勒高夫（法語：Jacques Le Goff），90岁，法國歷史學者。[229]
- 羅夫·倫托夫（德語：Rolf Rendtorff），88歲，德國神學家。[230]
- 安德魯·約瑟·麥克唐納（Andrew Joseph McDonald），90歲，美國羅馬天主教主教，曾任天主教小石城教區主教。[231]
- 魯道夫·哈格雷夫（Rudolph Hargrave），89歲，美國法官，前奧克拉荷馬州最高法院（英语：Oklahoma Supreme Court）法官。[232]
- 梅里梅里·彭福（Merimeri Penfold），93歲，紐西蘭奧克蘭大學毛利語學者，死於癌症。[233]
- 威廉·米歇爾（William Mitchell），85歲，加拿大曲棍球運動員，死於腎衰竭。[234]
- 金·弗萊明（King Fleming），91歲，美國爵士鋼琴家，自然逝世。[235]
- 皮埃爾·德佩（法語：Pierre Capretz），89歲，法國語言學家和學者。[236]
- 小黑惠子（日語：小黒 恵子），85歲，日本詩人、童謠作家，死於慢性呼吸衰竭。[237]
- 白栋材，99岁，中共江西省委原第一书记，原中顾委委员，病逝[238]。